# Clemenceau (stație de metrou din Bruxelles)
Clemenceau este o stație de metrou situată în comuna Anderlecht, în Regiunea Capitalei Bruxelles din Belgia. 

## Istoric
Clemenceau a fost inaugurată pe 28 iunie 1993, odată cu prelungirea liniei de metrou dinspre Gare du Midi, și a fost stația terminus a liniei 2 până pe 4 septembrie 2006, când a fost dată în exploatare stația Delacroix, în cadrul primei faze de execuție a liniei de metrou care înconjoară zona centrală a orașului. Din anul 2009 stația este traversată zilnic de trenurile liniilor 2 și 6.
În seara de 31 decembrie 2015, un grup de vandali a împins un automobil pe treptele de acces în stație, astfel că aceasta a fost închisă și în seara anului nou următor, din motive de securitate.

## Caracteristici
Stația este poziționată între străzile Chaussée de Mons / Bergensesteenweg și Rue de la Clinique / Kliniekstraat, în apropierea complexului Abatorului din Anderlecht. Stația este denumită după Bulevardul Clemanceau, paralel cu linia de metrou și care poartă numele politicianului francez Georges Clemenceau. Era planificat ca stația să se numească Jorez, de la strada Jorez din apropiere, dar numele a fost schimbat înainte de deschidere.
Clemenceau este prevăzută cu un peron central, iar cele două linii sunt amplasate de o parte și de alta a acestuia.
Pe pereți, de-a lungul liniei, sunt expuse 38 de tablouri în ulei ale pictorului Joseph Willaert. Ansamblul lor, intitulat „Promenade” (în română Promenadă), intenționează să dea privitorului impresia că nu se află în subteran ci într-un peisaj virgin din Arcadia. Intenția autorului a fost ca imaginile să se deruleze prin fața ferestrelor ramelor de metrou în mișcare pentru a crea impresia unei cinerame.

## Legături

### Linii de metrou ale STIB
- 2 Simonis – Elisabeth
- 6 Roi Baudouin / Koning Boudewijn – Elisabeth

### Linii de autobuz ale STIB în apropiere
- 46 Anneessens – Moortebeek

## Locuri importante în proximitatea stației
- Abatorul și piața abatorului din Anderlecht;
- Pivnițele Cureghem;
- Muzeul gueuzei din Bruxelles;

## Galerie de imagini

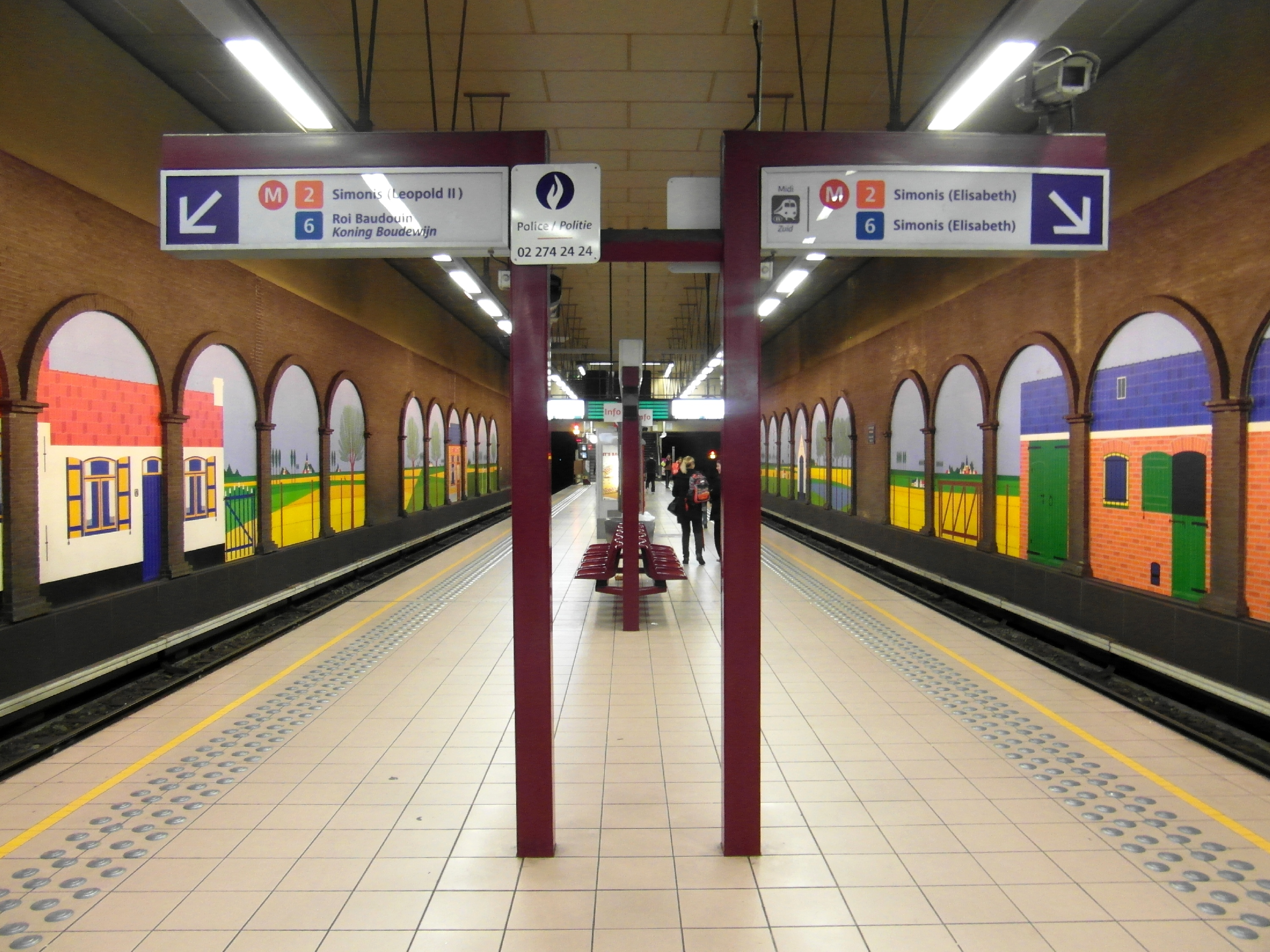
Peron central și lucrări de artă pe pereți.
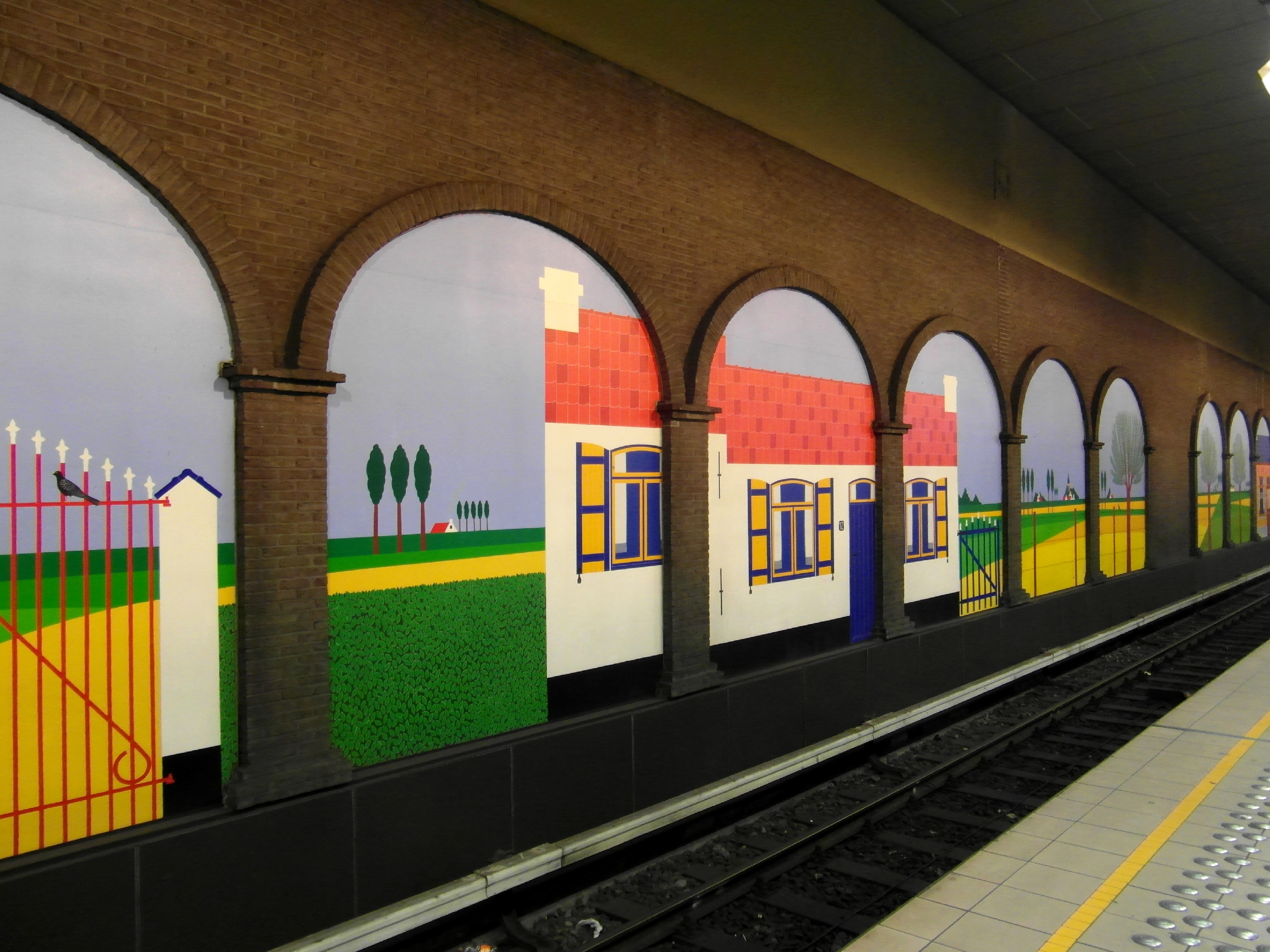
Picturile lui Joseph Willaert.
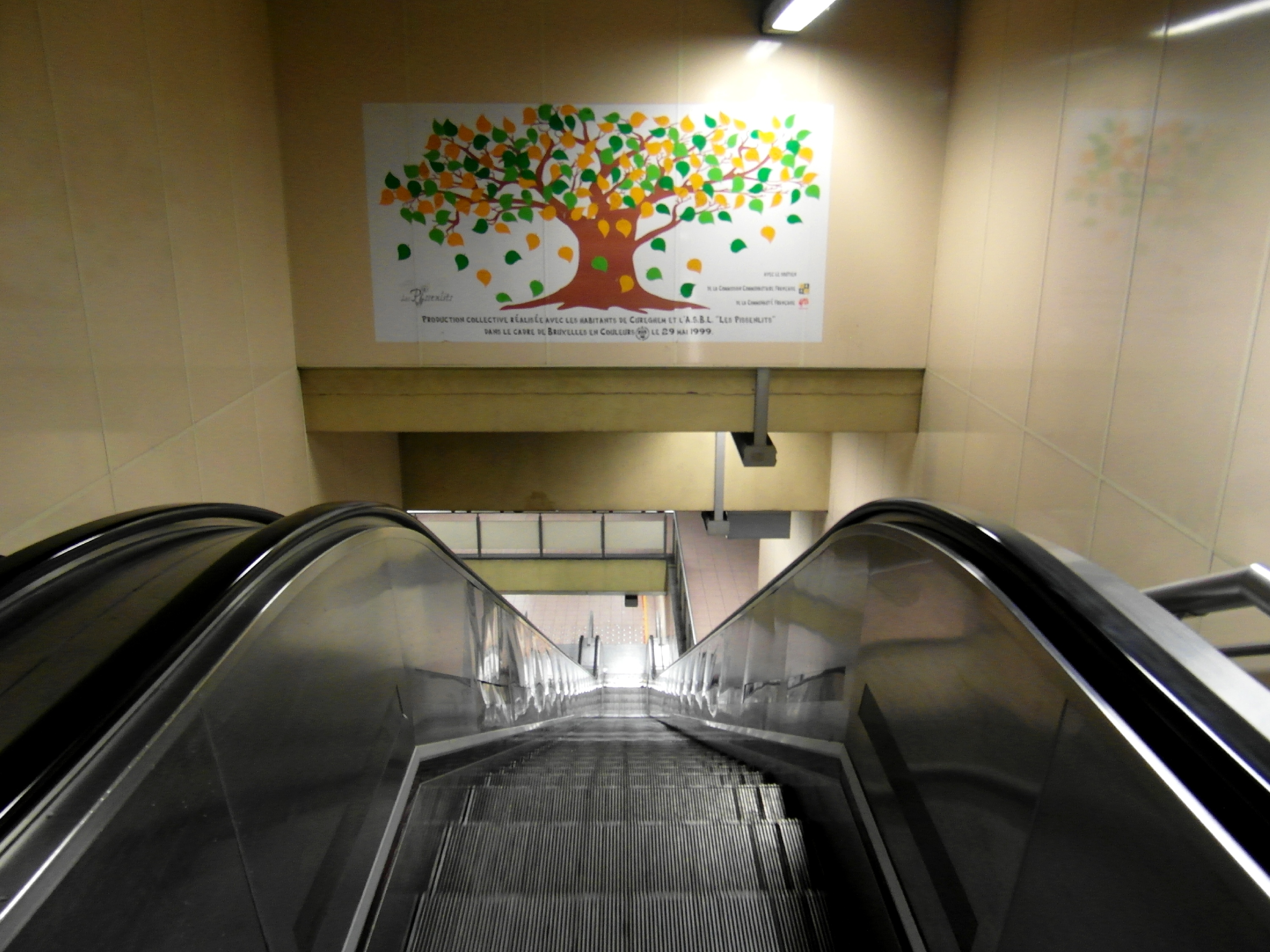
Intrarea în stație